# Тимофеев, Вячеслав Арсеньевич
Вячеслав Арсеньевич Тимофеев (14 октября 1897, с. Старое Семенкино, Самарская губерния, Российская империя — 1985, Москва, СССР) — советский военачальник, полковник.

## Биография
Родился 14 октября 1897 года в селе Старое Семенкино, ныне в Клявлинском районе Самарской области России в русской семье. До службы в армии работал в Самаре на чугунно-литейном заводе Шерстнёвых и трубочном заводе. Вступил в РСДРП(б) в 1914 года. В начале 1916 года переехал в Петроград и работал слесарем на военном арматурно-электрическом заводе и заводе «Старый Лесснер». За участие в забастовке 17 апреля на Выборгской стороне его арестовали и сняли с воинского учета.

### Первая мировая война и революция
15 мая 1916 года был призван на военную службу и направлен в 180-й пехотный полк в Петрограде. В сентябре дезертировал из полка и уехал на Урал, на Невьянский завод, где жил под фамилией Вячеслав Иванович Яковлев. В январе 1917 года переехал в Пермь и поступил работать слесарем на завод «Лесснер» под фамилией Михаил Устинович Дрозд. После Февральской революции вновь переехал в Петроград. Вскоре за антивоенную агитацию был арестован Временным правительством и заключен сначала в Петроградскую центральную тюрьму, затем в Бутырскую тюрьму в Москве. После Октябрьской революции Тимофеев был освобожден из тюрьмы и убыл в Самару, где вступил в красногвардейский отряд трубочного завода.

### Гражданская война
В конце 1917 года вместе с заводским отрядом был направлен под Оренбург для подавления антисоветских выступлений белоказаков А. И. Дутова и мятежа белочехов. В мае 1918 года перешел из Самарского сводного отряда в РККА. Затем был откомандирован в качестве агента в Самарское отделение военной контрразведки Восточного фронта. В июле 1918 года был ранен и находился на лечении, затем в сентябре назначен адъютантом Южной группы войск 1-й армии. В этой должности воевал под Сызранью. С октября 1918 года исполнял должность военкома Орловского полка Инзенской революционной дивизии. Через месяц она была передислоцирована на Южный фронт и в составе 8-й армии вела бои под Воронежем, Бутурлиновкой и Луганском. С мая 1919 года Тимофеев исполнял должность инструктора политотдела армии. Участвовал в августовском контрнаступлении Южного фронта, в боях на подступах к Харькову, в Воронежско-Касторненской, Донбасской, Ростово-Новочеркасской операциях, в разгроме деникинских войск на Северном Кавказе. С апреля 1920 года — комиссар штаба Доно-Азовской военной флотилии, с июля — уполномоченный по продовольственному снабжению СКВО и ОККА.

### Межвоенные годы
С марта 1923 года Тимофеев проходил службу заместителем военкома и врид военкома Высшей школы стрельбы и бомбометания. Здесь прошел летную подготовку. С августа исполнял должность военкома Воздухоплавательной школы в Петрограде. С апреля 1924 года по июль 1925 года учился в Ленинградской высшей школе летнабов. По ее окончании назначен летчиком-наблюдателем в 5-ю отдельную разведывательную авиаэскадрилью, переименованную затем в 24-ю авиаэскадрилью ВВС УВО. С декабря 1926 года — начальник штаба 32-го авиаотряда 7-й авиабригады в городе Зиновьевск. В декабре 1928 года назначен комиссаром 8-й военной авиашколы пилотов в городе Одесса. В 1930 года экстерном выдержал испытание за курс этой школы и в мае был зачислен слушателем Военной академии РККА им. М. В. Фрунзе. В октябре переведен на командный факультет Военно-воздушной академии РККА им. профессора Н. Е. Жуковского. В августе 1932 года окончил ее и был направлен на стажировку летчиком-инструктором в 7-ю военную школу летчиков в город Сталинград.
С июня 1933 года командовал 89-й тяжелобомбардировочной авиаэскадрильей в составе ВВС МВО. В апреле 1935 года был зачислен в резерв РККА с откомандированием в распоряжение Главного управления ГВФ. Но этот приказ о переводе был отменен, и в августе Тимофеев назначен командиром и комиссаром 50-й тяжелобомбардировочной авиаэскадрильи 101-й авиабригады ВВС ОКДВА. В феврале 1936 года полковник Тимофеев назначен командиром и комиссаром 64-й скоростной бомбардировочной авиабригады ВВС ЗабВО. Постановлением ЦИК СССР от 25 мая 1936 года за выдающиеся личные успехи по овладению боевой авиатехникой и умелое руководство боевой подготовкой он был награжден орденом Ленина.
11 июня 1938 года арестован органами НКВД и находился под следствием в Читинской тюрьме. 17 июня 1938 года уволен из армии по ст. 43, п. «б». 27 июня 1940 года освобожден из-под ареста в связи с прекращением дела и восстановлен в кадрах РККА. В октябре 1940 года назначен начальником Поставской военной авиашколы пилотов ВВС РККА ЗапОВО.

### Великая Отечественная война
В июле 1941 года школа была эвакуирована и влилась в 1-ю Чкаловскую авиашколу, а полковник Тимофеев назначен начальником 3-й Чкаловской авиашколы пилотов. С марта 1943 года исполнял должность заместителя командира 307-й штурмовой авиадивизии. В мае того же года был назначен заместителем командира 225-й штурмовой авиадивизии. Ее части в составе 15-й воздушной армии Брянского фронта принимали участие в Воронежско-Касторненской наступательной операции, Курской битве, Орловской и Брянской наступательных операциях. В октябре 1943 года, по расформировании Брянского фронта, дивизия в составе армии была передана Прибалтийскому фронту и вела боевую работу на витебско-полоцком направлении.
В феврале 1944 года полковник Тимофеев был назначен командиром 197-й штурмовой авиадивизии. Дивизия под его командованием вела боевую работу на 1-м Белорусском фронте в составе 6-го штурмового авиакорпуса 6-й и 16-й воздушных армий и участвовала в Белорусской, Минской, Люблин-Брестской наступательных операциях. За успешное выполнение боевых заданий командования в ходе наступления на ковельско-холмском направлении она была награждена орденом Красного Знамени, а за освобождение города Демблин удостоена наименования "Демблинская". С января 1945 года она принимала участие в Варшавско-Познанской наступательной операции.
В марте 1945 года полковник Тимофеев был переведен командиром 300-й штурмовой авиационной Томашовской ордена Суворова дивизии. Ее части в составе 9-го штурмового авиакорпуса 16-й воздушной армии 1-го Белорусского фронта успешно действовали в Восточно-Померанской и Берлинской наступательной операции. До середины апреля они взаимодействовали с войсками 61-й и 47-й армий при овладении городами Кюстрин и Штаргарт, затем участвовали в прорыве обороны противника на берлинском направлении, взаимодействуя с 8-й гвардейской армией, 8-м механизированным и 7-й танковыми корпусами. С 21 по 28 апреля дивизия была перенацелена на обеспечение боевых действий 33-й армии по уничтожению группировки противника в районе города Франкфурт.
За время войны комдив Тимофеев был пять раз персонально упомянут в благодарственных приказах Верховного Главнокомандующего.

### Послевоенное время
После войны продолжал командовать этой дивизией в ГСОВГ. С апреля 1946 года состоял в распоряжении Управления кадров ВВС. 13 июня 1946 года полковник Тимофеев уволен в запас. Был женат на Герое Советского Союза, бывшей летчице его дивизии, Анне Александровне Егоровой.

## Награды
Ордена:
- орден Ленина (21.02.1945)[4]
- два ордена Красного Знамени (03.11.1944[4], 28.10.1967[5])
- орден Суворова II степени (29.05.1945)[6]
- орден Кутузова II степени (23.08.1944)[7]
- ордена Отечественной войны I степени (23.09.1943)[8]

Медали:
- «XX лет Рабоче-Крестьянской Красной Армии» (1938)
- «За победу над Германией в Великой Отечественной войне 1941—1945 гг.»
- «За взятие Берлина»
- «За освобождение Варшавы»
- «Ветеран Вооружённых Сил СССР»
- знак «50 лет пребывания в КПСС»

Приказы (благодарности) Верховного Главнокомандующего в которых отмечен В. А. Тимофеев:
- За овладение штурмом городом и крепостью Демблин (Ивангород) — крупным железнодорожным узлом и мощным опорным пунктом обороны немцев на реке Висла. 26 июля 1944 года. № 150.
- За овладение столицей Польши городом Варшава — важнейшим стратегическим узлом обороны немцев на реке Висла. 17 января 1945 года. № 223.
- За овладение городами и крупными узлами коммуникаций Сохачев, Скерневице и Лович — важными опорными пунктами обороны немцев. 18 января 1945 года. № 228.
- За овладение крупнейшим промышленным центром Польши городом Лодзь и городами Кутно, Томашув (Томашов), Гостынин и Ленчица — важными узлами коммуникаций и опорными пунктами обороны немцев. 19 января 1945 года. № 233.
- За овладение штурмом городом и крепостью Кистжинь (Кюстрин) — важным узлом путей сообщения и мощным опорным пунктом обороны немцев на реке Одер, прикрывающим подступы к Берлину. 12 марта 1945 года. № 300.

## Автор книг
- Тимофеев В. А. На незримом посту: Записки военного разведчика. — 3-е издание. — М.: Политиздат, 1989.
- Тимофеев В. А. Штурмовики. Рига: Латгосиздат, 1953.
- Тимофеев В. А. Товарищи летчики. 1963.
- Девушка из аула: сборник / Вячеслав Арсеньевич Тимофеев . — Москва : Воениздат, 1980 . — 95 с. : ил. — (Библиотека журнала «Советский воин» ; N 5/756) .